# Eligijus Masiulis
Eligijus Masiulis, né à Klaipėda en Lituanie le 15 octobre 1974, est un homme politique lituanien, ancien ministre des Transports et des Communications.

## Biographie
En 1992, il termine ses études secondaires à Klaipėda, et intègre l'université de la ville l'année suivante. Il en ressort en 1999 avec un master de sciences politiques.
Il a été conseiller du maire de Klaipėda entre 1998 et 2000.
Marié, il est père de deux enfants.

## Activité politique
En 2000, il obtient son premier mandat de député au Seimas, le parlement lituanien. Il y sera reconduit à la suite des législatives de 2004, de 2008 et de 2012.
Élu président du Mouvement libéral de la république de Lituanie (LRLS) en février 2008, Eligijus Masiulis est nommé ministre des Transports et des Communications le 9 décembre suivant dans le second gouvernement dirigé par Andrius Kubilius. Il est remplacé, le 12 décembre 2012, par Rimantas Sinkevičius.
En mai 2016, mis en cause dans une affaire de corruption, Eligijus Masiulis quitte la tête du LRLS et démissionne de son mandat de député.